# Митинский сельский округ (Московская область)
Митинский сельский округ — упразднённая административно-территориальная единица, существовавшая на территории Сергиево-Посадского района Московской области в 1994—2006 годах.
Митинский сельсовет был образован в первые годы советской власти. По данным 1918 года он входил в состав Хотьковской волости Дмитровского уезда Московской губернии.
В 1921 году Хотьковская волость была передана в Сергиевский уезд.
В 1925 году Митинский с/с был переименован в Хотьковский с/с.
В 1927 году Митинский с/с был выделен из Хотьковского, но уже в 1929 присоединён к нему обратно.
Вторично Митинский с/с был образован 14 июня 1954 года в составе Загорского района Московской области путём объединения Горбуновского, Морозовского и Репиховского с/с.
30 декабря 1959 года к Митинскому с/с был присоединён Ахтырский сельсовет.
1 февраля 1963 года Загорский район был упразднён и Митинский с/с вошёл в Мытищинский сельский район. 11 января 1965 года Митинский с/с был возвращён в восстановленный Загорский район.
30 июня 1969 года из Митинского с/с в Воздвиженский было передано селение Городок.
30 мая 1978 года в Митинском с/с было упразднено селение Калабино.
23 июня 1988 года в Митинском с/с была упразднена деревня Иванково.
16 сентября 1991 года Загорский район был переименован в Сергиево-Посадский.
3 февраля 1994 года Митинский с/с был преобразован в Митинский сельский округ.
5 декабря 2003 года в Митинском с/о посёлки дома отдыха «Хотьково» и школы-интерната были присоединены к деревне Жучки.
15 сентября 2004 года к Митинскому с/о было присоединено село (бывший дачный посёлок) Абрамцево.
В ходе муниципальной реформы 2005 года Митинский сельский округ прекратил своё существование как муниципальная единица. При этом деревни Васьково и Устинки были переданы в сельское поселение Васильевское, а остальные населённые пункты были переданы в городское поселение Хотьково.
29 ноября 2006 года Митинский сельский округ исключён из учётных данных административно-территориальных и территориальных единиц Московской области.